# Mistrz Brewiarza Jana bez Trwogi
Mistrz Brewiarza Jana bez Trwogi – anonimowy iluminator działający we Francji w latach ok. 1406–1420.
Nazwę nadał mu w 1956 roku amerykańska historyk sztuki Millard Meiss przypisując mu wykonanie iluminacji do bogato dekorowanych dwóch woluminów Brewiarza wykonanego dla Jana bez Trwogi, księcia Burgundii, w latach 1413-1419. Prace tam wykonane stylistycznie bliskie są pracom braci Limbourg, z którymi Mistrz współpracował przy Bardzo bogatych godzinkach księcia de Berry (wykonał tam wiele inicjałów i bordiur). Prócz tych dwóch manuskryptów, styl Mistrza Brewiarza Jana bez Trwogi był rzadko rozpoznawalny w innych pracach. Przypisuje mu się autorstwo miniatury z rękopisu z 1406 roku oraz kilka iluminacji w Godzinkach z 1410–1420. W jego pracach widać również wpływy paryskich artystów Mistrza Boucicauta i Mistrza Egerton; związany był również z artystami z północno-wschodniej Francji, m.in. z Mistrzem Waltersa 219, co może sugerować, iż pracował w obu tych regionach.

## Iluminacje w pracach
- Brewiarz Jana bez Trwogi – 1413–1419, Biblioteka Brytyjska, Londyn, (BL, Add. MS. 35311 and Harley MS. 2897)[4]
- Bardzo bogate godzinki księcia de Berry – ok. 1411/1413–1416; Chantilly, Musée Condé, (MS. 65)
- Aiguillon d’amour divin  – rękopis, iluminacja ze sceną Ukrzyżowania; 1406, Biblioteka Narodowa Francji, Paryż, Bib. N., (MS. Fr. 926)
- Godzinki – 1410/20, Baltimore, Walters Art Museum, (W. 219 MS);. Wiedeń, Austriacka Biblioteka Narodowa, (Dorsz sn 2613); Palermo, Biblioteca Centrale Regione Siciliana, (MS 1.A.15)